# کلنیزا
کلنیزا (به پرتغالی: Colniza) یک منطقهٔ مسکونی در برزیل است که در ماتو گروسو واقع شده‌است. کلنیزا ۲۷٫۹۴۷٫۶۴۶ کیلومتر مربع مساحت و ۳۹٬۸۶۱ نفر جمعیت دارد و ۰ متر بالاتر از سطح دریا واقع شده‌است.